# Droga krajowa 77

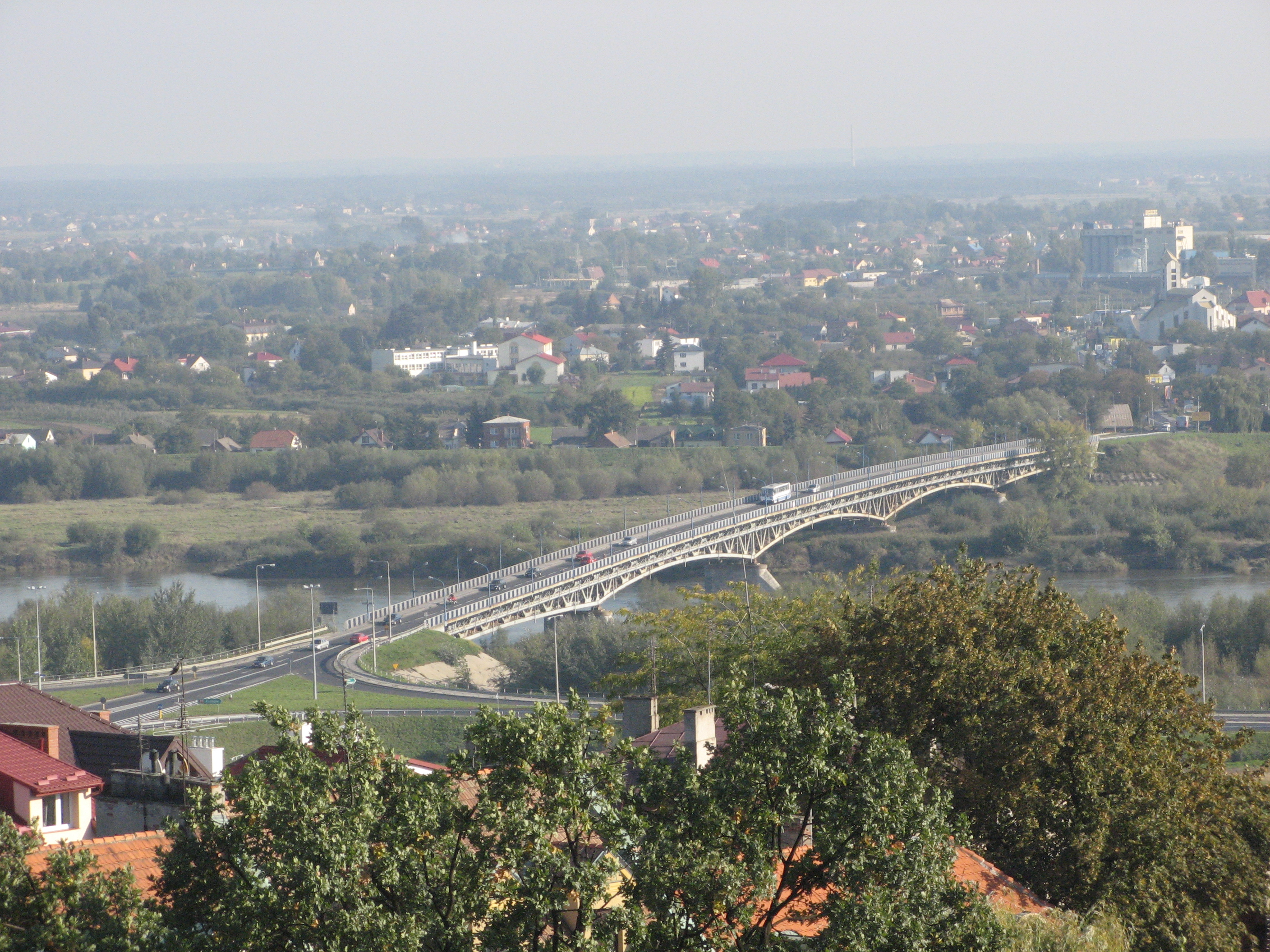
Weichselbrücke in Sandomierz

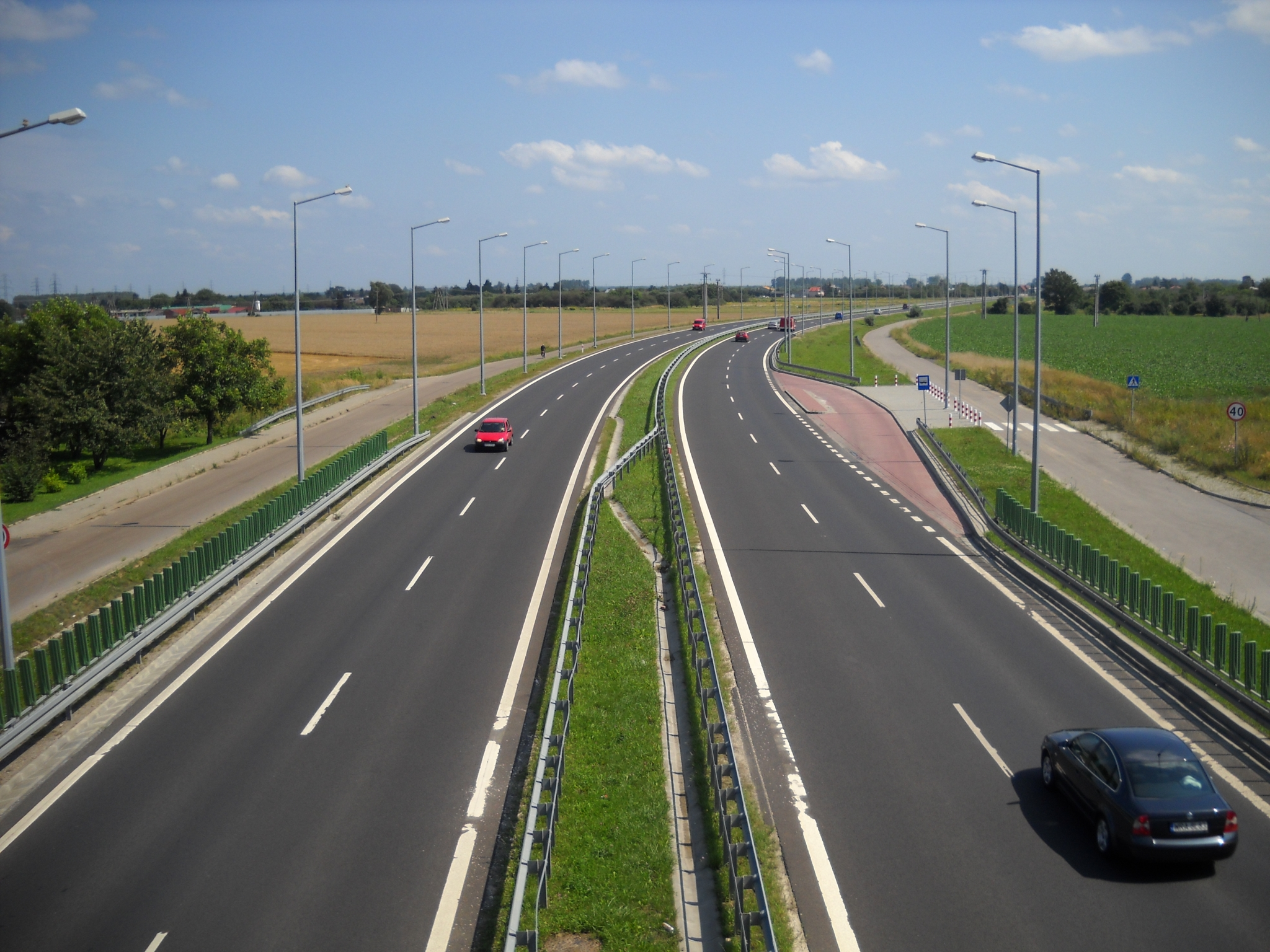
Droga krajowa 77 in Stalowa Wola

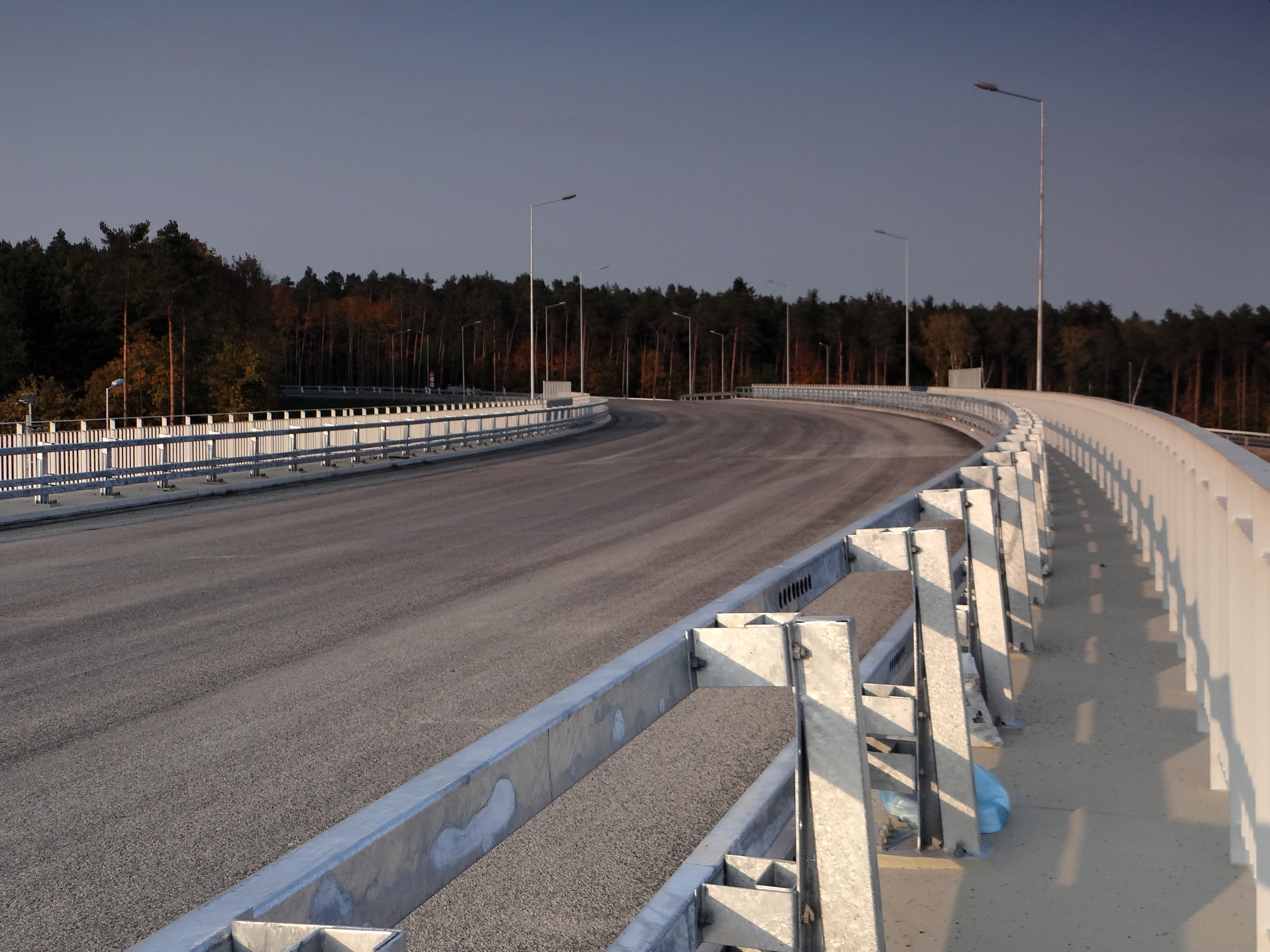
Umgehung von Leżajsk

Die Droga krajowa 77 (DK77) ist eine Landesstraße in Polen. Sie beginnt in Lipnik rund 11 km südöstlich von Opatów, wo sie von der Droga krajowa 9 nach Osten abzweigt, verläuft über Sandomierz, wo die Droga krajowa 79 gekreuzt wird, überquert anschließend die Weichsel und setzt sich in südöstlicher Richtung parallel zum Fluss San über Stalowa Wola und Nisko fort. Dessen linkem Ufer folgt sie über Leżajsk nach Jarosław. Hier trifft sie auf die Droga krajowa 94 (frühere Droga krajowa 4 und Europastraße 40), mit der sie gemeinsam bis Radymno verläuft. Sie verlässt dort die Droga krajowa 94  nach Süden und erreicht nach 17 Kilometern ihren Endpunkt in Przemyśl, wo sie in die Droga krajowa 28 einmündet. Die Straße ist rund 165 Kilometer lang.

## Wichtige Ortschaften an der Strecke
Woiwodschaft Heiligkreuz (województwo świętokrzyskie):
- Abzweig bei Lipnik (DK9)
- Sandomierz (DK79)

Woiwodschaft Karpatenvorland (województwo podkarpackie):
- Stalowa Wola
- Nisko (DK19)
- Leżajsk
- Jarosław (DK4, E 40)
- Przemyśl (DK28)